# Claude Gonçalves
Claude Gonçalves, né le 9 avril 1994 à Ajaccio en France, est un footballeur franco-portugais qui évolue au poste de milieu de terrain au Legia Varsovie.

## Biographie

### Carrière en club
Natif d'Ajaccio, Claude Gonçalves effectue sa formation à l'AC Ajaccio. En 2013, il signe un contrat de stagiaire professionnel d'une durée d'1 an qui sera suivi par un contrat professionnel de trois ans.
Claude Gonçalves fait ses premiers pas chez les professionnels en Ligue 1, le 21 septembre 2013, lors d'un match face à Rennes au stade de la route de Lorient où il joua la seconde mi-temps.
En juin 2016, le jeune milieu franco-portugais rejoint le club de Tondela.
En juillet 2024, il signe un contrat de trois ans au Legia Varsovie.

### Sélection nationale
Claude Gonçalves qui possède la double nationalité, a pris part pour la première fois à un match de l'Équipe du Portugal des moins de 20 ans de football le 6 février 2014. Le match fut remporté par le Portugal 2 buts à 0 contre la Slovaquie.
Il participa aussi au tournoi de Toulon en 2014 où il joua milieu défensif.
Son équipe finit troisième du tournoi après une victoire contre l'Angleterre.

## Statistiques
| Saison                | Club                  | Championnat           | Championnat | Championnat | Coupe nationale | Coupe nationale | Coupe de la Ligue | Coupe de la Ligue | Total | Total |
| Saison                | Club                  | Division              | M.          | B.          | M.              | B.              | M.                | B.                | M.    | B.    |
| 2013-2014             | AC Ajaccio            | Ligue 1               | 23          | 0           | 1               | 0               | 0                 | 0                 | 24    | 0     |
| 2014-2015             | AC Ajaccio            | Ligue 2               | 27          | 0           | 2               | 0               | 3                 | 0                 | 32    | 0     |
| 2015-2016             | AC Ajaccio            | Ligue 2               | 13          | 0           | 1               | 0               | 2                 | 0                 | 16    | 0     |
| Total sur la carrière | Total sur la carrière | Total sur la carrière | 63          | 0           | 4               | 0               | 5                 | 0                 | 72    | 0     |